# Netarkivet
Netarkivet et navnet på det danske webarkiv, som opbygges af Det Kgl. Bibliotek - Aarhus og Det Kgl. Bibliotek - København som et led i pligtafleveringen i Danmark, bestemt ved Lov nr. 1439 af 22. december 2004. Formålet er bevare også denne del af den danske kulturarv.
Siden 1. juli 2005, hvor en ny pligtafleveringslov trådte i kraft, har de to biblioteker indsamlet og bevaret den danske del af internettet, som er offentligt tilgængeligt. 
Materiale, som offentliggøres i elektroniske kommunikationsnet, anses som dansk, når det offentliggøres fra internet-domæner og lignende, der særligt er tildelt Danmark (for tiden .dk domænet)
eller når det offentliggøres fra andre internet-domæner og lignende og er rettet mod et publikum
i Danmark.
Der indsamles efter flere strategier, dels bredt, hvor der et mindre antal gange om året tages et tværsnit af den danske del af nettet, dels mere selektivt hvor et mindre antal danske mere dynamiske websteder tages med en daglig eller ugentlig frekvens. Det drejer sig typisk om nyhedsmedier. Endelig indsamles tematisk i forbindelse med begivenheder, som dels genererer nye websteder dels refereres fra et stort antal eksisterende websteder.    
Der er adgang til det indsamlede materiale for forskere efter ansøgning.
Den software, som er udviklet for at administere indsamlingen, er frigivet i open source under navnet NetarchiveSuite og kan findes via netarkivets hjemmeside.
Bibliotekerne bag arkivet indgår i et internationalt netværk af biblioteker og arkiver, som alle er involveret i webarkivering, International Internet Preservation Consortium (IIPC).